# 江岸西站
江岸西站是一个京广线上的铁路车站，位于湖北省武汉市江岸区二七路西段，建于1958年，曾为特等站，邮政编码为430012。
江岸西站原作为江岸站扩建上行场工程的一部分于1955年投入使用，当时名为新江岸站，1959年新建下行场投入使用。1973年新江岸站的上行、下行场划出江岸站建制并新成立江岸西站。车站组织于2009年整建制搬迁至武汉北站，此后车站停止一切列车编组业务，同年车站开始拆除。车站于2012年撤销，在该站原址上建设了武汉动车段汉口动车运用所。

## 邻近车站
1. ↑  根据《汉口车站志》载，汉口站改造前，下行正线经过站场，而上行正线经由汉口线路所